# Вноровский, Леонтий Николаевич
Леонтий Николаевич Вноровский (1862—?) — русский военачальник, генерал-майор.

## Биография
Родился 2 ноября 1862 года в православной семье.
Общее образование получил в Кишиневской классической гимназии.
В военную службу вступил 1 сентября 1880 года.
Окончил 2-е военное Константиновское и Михайловское артиллерийские училище. Был выпущен в 14-ю артиллерийскую бригаду. Подпоручик (ст. 08.08.1881). Поручик (ст. 08.08.1885). Штабс-капитан (ст. 13.12.1892).
Окончил Николаевскую академию Генерального штаба (по 2-му разряду). Капитан (ст. 14.05.1896). Подполковник (ст. 21.06.1904).
Окончил Офицерскую артиллерийскую школу. На 1 января 1909 года находился в том же чине в 30-й артиллерийской бригаде. Командовал 3-й батареей, расквартированной в Минске.
Полковник (пр. 1912; ст. 31.03.1912; за отличие). Командир 1-го дивизиона 30-й артиллерийской бригады (31.03.1912-15.03.1914). Командир 1-го дивизиона 21-й артиллерийской бригады (с 15.03.1914).
Участник Первой мировой войны. Командующий 21-й артиллерийской бригадой 21-й пехотной дивизии (с 12.05.1916). На 1 августа 1916 года находился в том же чине и должности.
Генерал-майор (пр. 31.12.1916). Командир 21-й артиллерийской бригады. Инспектор артиллерии 3-го Кавказского армейского корпуса с 19 сентября 1917 года.
Дальнейшая судьба неизвестна.

## Награды
- Награждён орденом Св. Георгия 4-й степени (7 февраля 1917).
- Также награждён орденами Св. Станислава 2-й степени (1905); Св. Анны 2-й степени (1909); Св. Владимира 4-й степени (1912); Св. Владимира 3-й степени с мечами (1915); мечи и бант к ордену Св. Владимира 4-й степени (1915).